# Neka se tama ne spusti

## Sažetak sadržaja
Neka se tama ne spusti ima slični koncept kao roman Marka Twaina Yankee na dvoru kralja Artura. Američki arheolog Martin Padway posjećuje Panteon 1938. Dolaskom oluje te uz prasak munje, on biva prebačen u Rim godine 535.
U to vrijeme Italija je pod vlašću Istočno Gotskog kraljevstva. Roman opisuje njihovu vladavinu kao dobrohotni despotizam koji omogućava slobodnu vjeroispovijesti uz očuvanje urbanog rimskog društva.
U stvarnosti, Bizantsko ili Istočno Rimsko Carstvo privremeno se proširilo na zapad tijekom Gotskog rata (535-554). Zbacili su Istočne Gote u Italiji i Vandale u sjevernoj Africi, ali je rat opustošio urbano društvo Italije što je dovelo do smanjenja  stanovništva sa 7 na 2.5 milijuna. Veliki gradovi kao što je Rim su napušteni a Bizantinci nikada nisu u potpunosti učvrstili svoju vlast nad Italijom, koja je doživjela novu provalu Langobarda te je uskoro zapala u dugi period propadanja. Za neke povjesničare to je pravi početak Mračnog doba u Italiji.

U početku se Padway pita je li to sve samo san ili obmana ali nakon kratkog vremena miri se sa sudbinom te odlučuje kako mora osigurati egzistenciju. Njegova prva zamisao je proizvodnja i prodaja vinjaka. Uspijeva uvjeriti sirijskog bankara Tomu neka mu omogući početni kapital za svoj poduhvat. U zamjenu, Padway će naučiti njegove službenike korištenju arapskih brojki i dvojnom knjigovodstvu. Tijekom vremena Padway uspijeva razviti tiskarski stroj, izdati novine te sagraditi rudimentarni telegrafski sustav. Međutim, njegovi pokušaji u izradi mehaničkih satova, baruta i topova završavaju neuspjehom. Također postaje sve više umiješan u politiku samog kraljevstva nakon bizantske invazije na Italiju i početka Gotskog rata. 
Padwy spašava nedavno svrgnutog kralja Istočnih Gota Teodata, postaje njegov kvestor te prikuplja kralju odane snage kako bi porazio slavnog bizantskog generala Belizara. Padway ga uspijeva iznenaditi korištenjem ratnog umijeća neviđenog do tada. Uspijevajući obmanuti bizantske snage u Dalmaciji, Padway zarobljava Vitigisa te ponovno postavlja senilnog Teodata za kralja. Godine 537. kada je Vitigis ubijen a Teodat zapao u ludilo, Padway ugovara brak između svoga štićenika Uriasa, koji je okrunjen za kralja Istočnih Gota i Matasvente. Padway također uspijeva prevariti bizantskog cara Justinijana koji otpušta Belizara iz svoje službe te odmah angažira vojnog genija kao zapovjednika vojske koja se treba suprotstaviti Francima. 
Iskrcavanje bizantske vojske kod mjesta Vibo te pobuna predvođena Teodatovim sinom prijeti Istočno gotskom  kraljevstvu čija je vojska uništena u dolini rijeke Crati. Padway okuplja nove snage, proglašava ukinuće kmetstva te poziva Belizara nakon njegove pobjede nad Francima. Dvije vojske se sukobljavaju u regiji Kampaniji. Unatoč nedostatku discipline, istočno gotska pobjeda je osigurana korištenjem jednostavnih taktičkih smicalica te dolaskom Belizara u presudnom trenutku.
Na kraju romana, Padway je uspio stabilizirati Istočno gotsko kraljevstvo, uvevši ustav, proglasivši ukinuće kmetstva, oslobodivši Burgunde te sagradivši brodove za ekspediciju preko Atlantika (Padway želi duhan). Kralj Zapadnih Gota imenovao je Uriasa za svoga nasljednika, što je dovelo do ponovnog ujedinjenja Zapadnih i Istočnih Gota. U konačnici, Padway je zaslužan što Europa neće doživjeti ono što su prosvjetiteljski mislioci nazvali Mračnim dobom. Tama se neće spustiti. 

## Glavni likovi
- Martin Padway (lat. Martinus Paduei) – glavni lik koji je prebačen iz 1938. u 535. godinu.
- Nevitta, Gummundov sin – istočno gotski farmer, Padwayov najbolji prijatelja u Rimu.
- Sirijac Toma – bankar i Padwayov čovjek od povjerenja. Često zaziva ime Božje, osobito u trenutcima svađe.
- Fritharik – razvlašteni Vandalski plemić koji postaje Padwayov tjelohranitelj i njegova desna ruka. Često jadikuje nad svojim izgubljenim kartaškim posjedom, napominjući kako će svi oni jednog dana završiti u neobilježenim grobovima.
- Liuderis, zapovjednik istočno gotskog garnizona u Rimu.
- Honorije – gradski prefekt.
- Teodat – kralj Istočnih Gota koji je svrgnut i zamijenjen Vitigisom ali se ponovno vraća na prijestolje uz Padwayovu pomoć.
- Urias – Vitigisov nećak i Padwayov saveznik. Postaje kralj uz njegovu pomoć nakon što Teodat više nije bio sposoban vladati.
- Matasventa – kćer kraljice Amalasvinte s kojom je Padway imao kratku romansu.
- Dorotea – kći Kornelija Anicija prema kojoj je Padway pokazivao interes.
- Belizar – general Istočnog Rimskog Carstva.
- Julija iz Apulje – služavka s kojom je Padway imao vezu za jednu noć.
- Leo Vekkos – grčki liječnik pozvan od Nevitte kako bi unatoč Padwayevim prosvjedima izliječio njegovu prehladu.